# Enköpings-Näs distrikt
Enköpings-Näs distrikt är ett distrikt i Enköpings kommun och Uppsala län. 
Distriktet ligger sydväst om Enköping. 

## Tidigare administrativ tillhörighet
Distriktet inrättades 2016 och utgörs av socknen Enköpings-Näs i Enköpings kommun.
Området motsvarar den omfattning Enköpings-Näs församling hade vid årsskiftet 1999/2000.